# دو انسان
دو انسان فیلمی به کارگردانی آرامائیس آقامالیان و نویسندگی احمد نجیب‌زاده محصول سال ۱۳۴۵ ایران است.

## داستان
زایشگاهی طعمه حریق می‌شود و یک زن و شوهرش شهاب، که قادر به شناسایی نوزاد خود نیستند، دو نوزاد پسر را به خانه می‌برند…

## بازیگران
- فرانک میرقهاری
- ایرج قادری
- مهین دیهیم
- علی محزون
- نعمت‌الله پیشواییان
- داریوش اسدزاده
- فریدون نریمان
- صمد صباحی
- ولی‌الله مؤمنی
- مجید شهباز
- شیلا
- ابوالفضل
- احمد محبی
- هومان شریفی
- هایده کاتوزیان
- معاف پور
- احمد اسدیان